# 保羅·門羅
保罗·門羅（Paul Monroe，1869年—1947年），又譯為保羅·孟祿，是一位美国教育家。

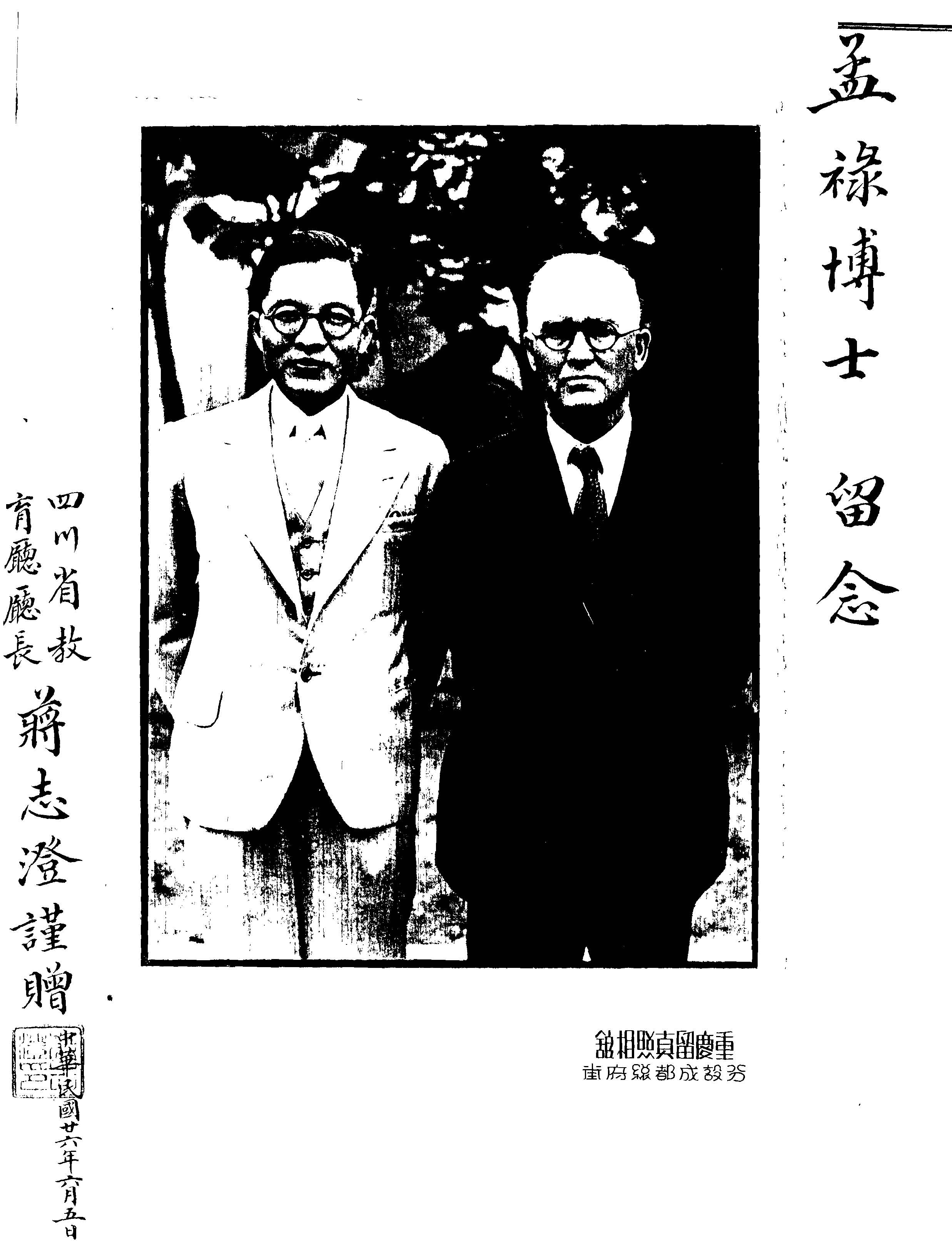
蔣志澄和保羅·門羅

保罗·門羅出生在印第安纳州北麦迪逊，于1890年毕业于本州富蘭克林的富兰克林学院，就读于海德堡大学，于1897年获得芝加哥大学博士学位。在1899年成为哥伦比亚大学教授，他的研究涉及教育史。他在哥伦比亚以及耶鲁大学和加州大学演讲。1912年至1913年期间，他报告关于菲律宾的教育状况。門羅于1913年获得北京大学法学博士荣誉学位。
門羅对于中国教育的发展产生了显著影响，在20世纪20年代和30年代曾多次前往中国。他在中国和美国的教育交流方面贡献良多，他在哥伦比亚大学的中国学生，后来成为中国一流的教育家，如郭秉文，陶行知，陈鹤琴，蒋梦麟和张伯苓。这些学生曾就读于哥伦比亚大学师范学院，受到约翰·杜威的理论教育创新的影响，但門羅对他们在课程实施方面的想法产生了实际影响。他为中国教育的民主化发展了实用的方法：“6-3-3”学制。创造力和自信心的发展，为門羅的主要教育目标。他说：“民主的本质是所有的人，无论聪明或落后的，应该有充分发展的平等机会。”
門羅对教育研究的贡献使他获得了国际声誉。1932年至1935年之间，他担任伊斯坦布尔罗伯特学院校长。他最大的贡献是作为首席主编，主编了5卷的《教育大百科全书》（1910至1913年）。美国各地有许多以他命名的中学和小学。

## 著作
- Source Book in the History of Education for the Greek and Roman Period （《希腊和罗马时期教育史资料集》，1901年）
- A Text-Book in the History of Education（《教育史课本》，1905年）
- Brief Course in the History of Education（《教育史短期课程》，1907年）
- Principles of Secondary Education（《中学教育的原则》，1914年）